# Família al-Assad

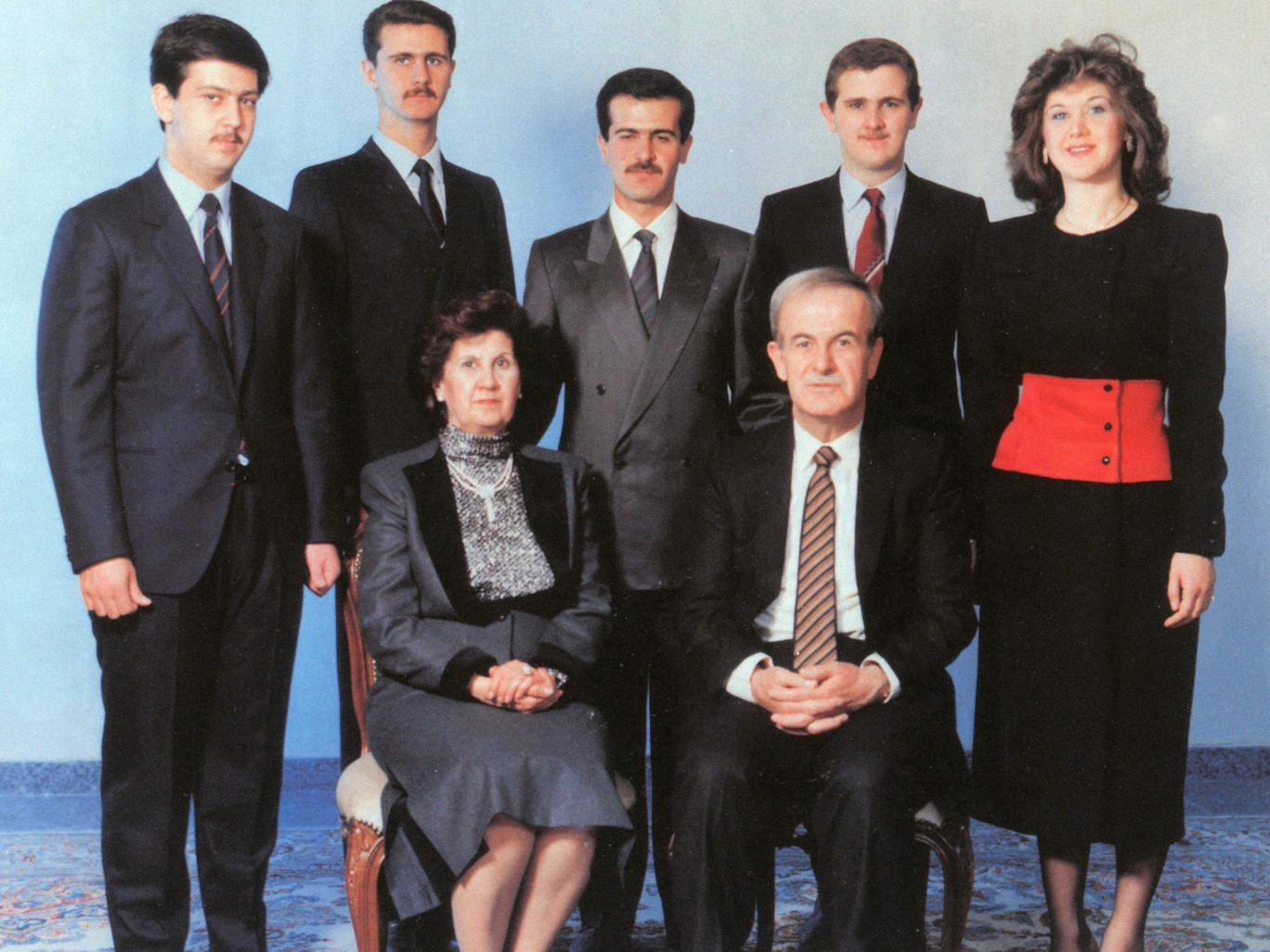
A família Assad em 1992. Primeira fila: Hafez al-Assad e sua esposa, Anisa Makhlouf. Atrás da esquerda para a direita: Maher, Bashar, Basil, Majid, e Bushra Assad

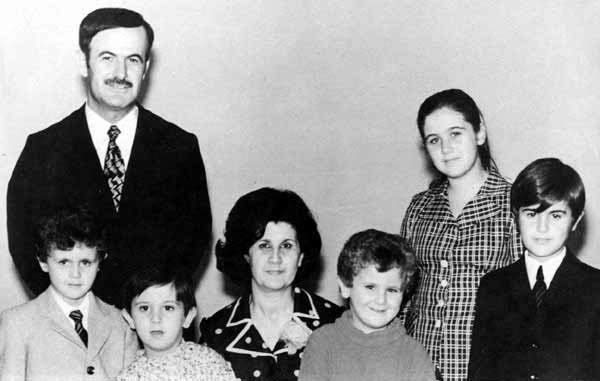
O Presidente Hafez al-Assad com sua família em 1975. Da esquerda a direita: Bashar, Maher, Anisa Makhlouf, Majd, Bushra, e Basil

A família al-Assad, que chegou ao poder na Síria através de Hafez al-Assad, presidente do país de 1971 a 2000, são membros da seita minoritária alauitas síria e pertencem à tribo Kalbiyya. Os membros desse grupo têm-se destacado no governo da Síria e no Exército desde 1963, quando o Partido Baath chegou ao poder. A família é originária de Qardaha, a leste de Lataquia, no noroeste da Síria. "Al Assad" (ou Asad) significa "leão" em árabe. Após a morte de Hafez, a família foi liderada por Bashar al-Assad. Contudo o domínio da família Assad foi constado, frente a um levante popular que evoluiu para um sangrento conflito armado que matou quase de 500 mil pessoas e terminou com a deposição da Família Assad do poder na Síria em dezembro de 2024. O governo desta família foi considerado brutal, com a oposição sendo reprimida e os integrantes do governo acumulando enormes fortunas pessoais. O regime Assad reinou sobre a Síria por cinquenta e três anos.
As conexões da família foram, por mais de cinquenta anos, uma parte importante da política síria. Vários membros da família próxima de Hafez al-Assad ocuparam cargos no governo desde sua ascensão ao poder.
Em 2010, foi estipulado que a fortuna da família Assad seria de mais de 5 bilhões de dólares. O dinheiro vinha através de bens e outros capitais (energia, terras e imóveis). O presidente Bashar al-Assad, assim como seu predecessor (seu próprio pai), garantia que o manejo do dinheiro fosse feito dentro do seu círculo íntimo. Seus familiares e apoiadores mais leais tem proeminentes cargos no governo e controlam boa parte das instituições e negócios que o governo lida. Além disso, a Síria é dita como um dos países mais corruptos do mundo.
Os membros mais importantes da família Assad são:
- Hafez al-Assad (1930-2000). Presidente da Síria entre 1971 a 2000.
- Anisa Makhlouf (1930-2016), a esposa de Hafez, antiga Primeira Dama.
- Rifaat al-Assad (nascido em 1937), irmão de Hafez. Anteriormente, poderoso chefe de segurança, atualmente no exílio na França após a tentativa de golpe em 1984.
- Jamil al-Assad (1933-2004), irmão de Hafez. Parlamentar, comandante da milícia.
- Bushra al-Assad (nascida em 1960), filha de Hafez. Farmacêutica. Casada com Assef Shawqat.
- General Assef Shawkat (nascido em 1950), marido de Bushra al-Assad. Diretor Adjunto do exército sírio.
- Basil al-Assad (1962-1994), filho de Hafez. Candidato original à sucessão. Morreu em um acidente de carro.[10]
- Bashar al-Assad (nascido em 1965), filho de Hafez. Presidente da Síria de 2000 a 2024, oftalmologista e cirurgião de profissão.
- Asma al-Assad (nascida em 1975), esposa de Bashar, a primeira-dama da Síria, e tem um papel de relevo público. Antes de se casar era uma executiva de banco de investimentos. Eles têm três filhos.[7]
- Majid al-Assad (1966 - 2009), filho de Hafez; engenheiro elétrico. Morreu após uma longa doença.[8][11][12]
- Tenente-coronel Maher al-Assad (nascido em 1968), filho de Hafez; comandante da Guarda Republicana, e do exército de elite a Quarta Divisão Blindada, que, juntamente com a polícia secreta da Síria formavam o núcleo das forças de segurança do país.[13] Ele também era membro do comando central do Partido Baath e foi dito ter uma personalidade agressiva e incontrolável.[14][8]
- General Adnan Makhlouf, primo de Anisah. Comandante da Guarda Republicana.
- Adnan al-Assad, primo de Hafez. Chefe da milícia armada em Damasco.
- Muhammad al-Assad, primo de Hafez. Outro líder da "milícia armada".
- Rami Makhlouf (nascido em 1969), primo de Bashar. Empresário.

No geral, a família Assad governo a Síria por 53 anos. Bashar foi deposto em 2024, como consequência da Guerra Civil Síria. Após sua derrocada, seus palácios foram invadidos, revelando uma vida de opulências (carros importados, moveis banhados em ouro, roupas de grife de marcas europeias e outros itens de luxo ocidentais) enquanto governavam um país empobrecido e em guerra civil.